# Các đội tuyển bóng đá quốc gia Việt Nam năm 2003
Lịch và kết quả thi đấu của đội tuyển bóng đá quốc gia Việt Nam các cấp trong năm 2003.

## Nam

### Đội tuyển quốc gia
Vòng loại Cúp bóng đá châu Á 2004
Việt Nam cử đội tuyển U-23 tham dự vòng loại với tư cách đội tuyển quốc gia.
| Ngày                                                                          | Địa điểm        | Đối thủ  | Tỷ số | Vòng đấu | Cầu thủ Việt Nam ghi bàn                                  | Chi tiết |
| ----------------------------------------------------------------------------- | --------------- | -------- | ----- | -------- | --------------------------------------------------------- | -------- |
| 25 tháng 9                                                                    | Seoul, Hàn Quốc | Hàn Quốc | 0–5   | Bảng E   |                                                           | [ 1 ]    |
| 27 tháng 9                                                                    | Seoul, Hàn Quốc | Nepal    | 5–0   | Bảng E   | Văn Quyến 15', 25' , Tuấn Phong 23' · Thanh Bình 38', 89' | [ 2 ]    |
| 29 tháng 9                                                                    | Seoul, Hàn Quốc | Oman     | 0–6   | Bảng E   |                                                           | [ 3 ]    |
| 19 tháng 10                                                                   | Muscat, Oman    | Hàn Quốc | 1–0   | Bảng E   | Văn Quyến 73'                                             | [ 4 ]    |
| 21 tháng 10                                                                   | Muscat, Oman    | Nepal    | 2–0   | Bảng E   | Minh Phương 49', Thanh Bình 51'                           | [ 5 ]    |
| 24 tháng 10                                                                   | Muscat, Oman    | Oman     | 0–2   | Bảng E   |                                                           | [ 6 ]    |
| Việt Nam xếp thứ ba Bảng E và dừng chân tại Vòng loại Cúp bóng đá châu Á 2004 |                 |          |       |          |                                                           |          |

### Đội tuyển U-23, Olympic quốc gia
Cúp bóng đá Mùa đông Norcia 2003
| Ngày                                                                                 | Địa điểm   | Đối thủ          | Tỷ số | Vòng đấu | Cầu thủ Việt Nam ghi bàn | Chi tiết |
| ------------------------------------------------------------------------------------ | ---------- | ---------------- | ----- | -------- | ------------------------ | -------- |
| 4 tháng 2                                                                            | Perugia, Ý | Rapid Bucarest   | 0–5   | Bảng A   |                          | [ 7 ]    |
| 6 tháng 2                                                                            | Perugia, Ý | Polonia Warszawa | 1–3   | Bảng A   | Thanh Thưởng             | [ 8 ]    |
| 8 tháng 2                                                                            | Perugia, Ý | FC Mettalurg     | 0–4   | Bảng A   |                          | [ 9 ]    |
| Việt Nam xếp cuối Bảng A và dừng chân tại vòng bảng Cúp bóng đá Mùa đông Norcia 2003 |            |                  |       |          |                          |          |

Tập huấn tại Áo
| Ngày       | Địa điểm    | Đối thủ    | Tỷ số | Vòng đấu | Cầu thủ Việt Nam ghi bàn | Chi tiết |
| ---------- | ----------- | ---------- | ----- | -------- | ------------------------ | -------- |
| 3 tháng 8  | Neufeld, Áo | Neufeld    | 10–0  | Tập huấn |                          | [ 10 ]   |
| 6 tháng 8  | Neufeld, Áo | Baumgarten | 2–2   | Tập huấn |                          | [ 11 ]   |
| 8 tháng 8  | Neufeld, Áo | Sollenau   | 2–0   | Tập huấn |                          | [ 12 ]   |
| 14 tháng 8 | Neufeld, Áo | Wiener     | 2–2   | Tập huấn |                          | [ 13 ]   |

Cúp bóng đá Thành phố Hồ Chí Minh 2003
| Ngày                                                    | Địa điểm         | Đối thủ      | Tỷ số | Vòng đấu  | Cầu thủ Việt Nam ghi bàn                            | Chi tiết |
| ------------------------------------------------------- | ---------------- | ------------ | ----- | --------- | --------------------------------------------------- | -------- |
| 22 tháng 8                                              | TP.HCM, Việt Nam | Kookmin Bank | 0-2   | Vòng bảng |                                                     | [ 14 ]   |
| 26 tháng 8                                              | TP.HCM, Việt Nam | Papua        | 3-0   | Vòng bảng | Phúc Lâm 9', Hải Nam 37', Thanh Phương 39'          |          |
| 28 tháng 8                                              | TP.HCM, Việt Nam | Thái Lan     | 2-0   | Bán kết   | Hữu Thắng 12', Tài Em 90'                           | [ 15 ]   |
| 30 tháng 8                                              | TP.HCM, Việt Nam | Kookmin Bank | 3-2   | Chung kết | Như Thành 12' (ph.đ.), Tài Em 90', Minh Phương 119' | [ 16 ]   |
| Việt Nam vô địch Cúp bóng đá Thành phố Hồ Chí Minh 2003 |                  |              |       |           |                                                     |          |

Vòng loại châu Á môn Bóng đá tại Thế vận hội Mùa hè 2004 – Nam
| Ngày                                                                                                   | Địa điểm         | Đối thủ | Tỷ số | Vòng đấu | Cầu thủ Việt Nam ghi bàn | Chi tiết |
| --- | ---------------- | ------- | ----- | -------- | ------------------------ | -------- |
| 10 tháng 9                                                                                             | Damascus, Syria  | Iraq    | 1–3   | Vòng 1   | Văn Quyến 81'            | [ 17 ]   |
| 17 tháng 9                                                                                             | Hà Nội, Việt Nam | Iraq    | 1–1   | Vòng 1   | Tài Em 74'               | [ 18 ]   |
| Việt Nam dừng chân tại vòng loại thứ nhất môn Bóng đá nam tại Thế vận hội Mùa hè 2004 - Khu vực châu Á |                  |         |       |          |                          |          |

Cúp JVC - Báo Thể thao 2003
| Ngày                                                            | Địa điểm         | Đối thủ       | Tỷ số          | Vòng đấu  | Cầu thủ Việt Nam ghi bàn                     | Chi tiết |
| --------------------------------------------------------------- | ---------------- | ------------- | -------------- | --------- | -------------------------------------------- | -------- |
| 1 tháng 11                                                      | Hà Nội, Việt Nam | Persik Kediri | 0–0            | Vòng bảng |                                              | [ 19 ]   |
| 5 tháng 11                                                      | Hà Nội, Việt Nam | Thể Công      | 3–0            | Vòng bảng | Thanh Phương 3', Phúc Lâm 23', Đức Dương 84' | [ 20 ]   |
| 7 tháng 11                                                      | Hà Nội, Việt Nam | Perak         | 2–2, 2–4 (pso) | Bán kết   | Văn Quyến 3', Thanh Bình 83'                 | [ 21 ]   |
| Việt Nam dừng chân tại vòng bán kết Cúp JVC - Báo Thể thao 2003 |                  |               |                |           |                                              |          |

Đại hội Thể thao Đông Nam Á 2003
| Ngày                                                               | Địa điểm         | Đối thủ   | Tỷ số | Vòng đấu  | Cầu thủ Việt Nam ghi bàn                           | Chi tiết |
| ------------------------------------------------------------------ | ---------------- | --------- | ----- | --------- | -------------------------------------------------- | -------- |
| 29 tháng 11                                                        | Hà Nội, Việt Nam | Thái Lan  | 1–1   | Vòng bảng | Văn Quyến 55'                                      | [ 22 ]   |
| 4 tháng 12                                                         | Hà Nội, Việt Nam | Indonesia | 1–0   | Vòng bảng | Thanh Bình 34'                                     | [ 23 ]   |
| 7 tháng 12                                                         | Hà Nội, Việt Nam | Lào       | 1–0   | Vòng bảng | Công Vinh 40'                                      |          |
| 9 tháng 12                                                         | Hà Nội, Việt Nam | Malaysia  | 4–3   | Bán kết   | Quốc Vượng 26', Văn Quyến 50', 79', Thanh Bình 90' |          |
| 12 tháng 12                                                        | Hà Nội, Việt Nam | Thái Lan  | 1–2   | Chung kết | Văn Quyến 90+1'                                    | [ 24 ]   |
| Việt Nam giành huy chương bạc tại Đại hội Thể thao Đông Nam Á 2003 |                  |           |       |           |                                                    |          |

Giao hữu
| Ngày       | Địa điểm            | Đối thủ                 | Tỷ số | Giải đấu | Cầu thủ Việt Nam ghi bàn      | Chi tiết |
| ---------- | ------------------- | ----------------------- | ----- | -------- | ----------------------------- | -------- |
| 25 tháng 1 | Hải Phòng, Việt Nam | Đan Mạch                | 1–1   | Giao hữu | Nhật Trường                   | [ 25 ]   |
| 12 tháng 2 | Perugia, Ý          | Albania                 | 0–5   | Giao hữu |                               |          |
| 20 tháng 2 | TP.HCM, Việt Nam    | Yokohama FC             | 0–1   | Giao hữu |                               | [ 26 ]   |
| 27 tháng 2 | Hà Nội, Việt Nam    | Yokohama FC             | 2–2   | Giao hữu | Việt Thắng 20', Văn Quyến 44' | [ 27 ]   |
| 27 tháng 7 | Thái Lan            | Thái Lan                | 1–3   | Giao hữu |                               | [ 28 ]   |
| 29 tháng 7 | Thái Lan            | Thái Lan                | 1–2   | Giao hữu |                               | [ 29 ]   |
| 2 tháng 9  | Hà Nội, Việt Nam    | Trẻ Thân Hoa Thượng Hải | 1–2   | Giao hữu | Thanh Bình 94'                | [ 30 ]   |

### Đội tuyển U-20 quốc gia
Vòng loại Giải vô địch bóng đá trẻ châu Á 2004
| Ngày                                                                               | Địa điểm         | Đối thủ | Tỷ số | Vòng đấu | Cầu thủ Việt Nam ghi bàn                                                                   | Chi tiết |
| ---------------------------------------------------------------------------------- | ---------------- | ------- | ----- | -------- | ------------------------------------------------------------------------------------------ | -------- |
| 19 tháng 10                                                                        | TP.HCM, Việt Nam | Myanmar | 1–0   | Bảng 9   | Công Vinh 73'                                                                              | [ 31 ]   |
| 23 tháng 10                                                                        | TP.HCM, Việt Nam | Brunei  | 8–2   | Bảng 9   | Công Vinh 12', 73', 87', Anh Đức 16', 55', Phước Vĩnh 78', Xuân Thành 82', Thanh Phúc 90+' | [ 32 ]   |
| Việt Nam đứng nhất Bảng 9 và giành vé tham dự Giải vô địch bóng đá trẻ châu Á 2004 |                  |         |       |          |                                                                                            |          |

### Đội tuyển U-17, U-18 quốc gia
Giải vô địch bóng đá U-18 Đông Nam Á 2003
| Ngày                                                              | Địa điểm         | Đối thủ     | Tỷ số          | Vòng đấu      | Cầu thủ Việt Nam ghi bàn                                                              | Chi tiết |
| ----------------------------------------------------------------- | ---------------- | ----------- | -------------- | ------------- | ------------------------------------------------------------------------------------- | -------- |
| 7 tháng 6                                                         | TP.HCM, Việt Nam | Malaysia    | 1–2            | Bảng B        | Thanh Bình 86'                                                                        |          |
| 8 tháng 6                                                         | TP.HCM, Việt Nam | Philippines | 6–1            | Bảng B        | Minh Hiếu 4', Thanh Bình 5', Xuân Thành 31', Hồng Quân 64', Xuân Hợp 75', Anh Đức 88' |          |
| 10 tháng 6                                                        | TP.HCM, Việt Nam | Campuchia   | 5–0            | Bảng B        | Thanh Bình 48', Vũ Phong 50', 57', Anh Đức 75', Việt Cường 86'                        |          |
| 12 tháng 6                                                        | TP.HCM, Việt Nam | Indonesia   | 3–0            | Bảng B        | Thanh Bình 9', 60', Vũ Phong 62'                                                      |          |
| 16 tháng 6                                                        | Yangon, Myanmar  | Myanmar     | 0–2            | Bán kết       |                                                                                       |          |
| 18 tháng 6                                                        | Yangon, Myanmar  | Singapore   | 1–1, 4–5 (pso) | Tranh hạng ba | Thanh Bình 32'                                                                        |          |
| Việt Nam xếp thứ tư tại Giải vô địch bóng đá U-18 Đông Nam Á 2003 |                  |             |                |               |                                                                                       |          |

Vòng loại Giải vô địch bóng đá U-17 châu Á 2004
| Ngày                                                                                 | Địa điểm         | Đối thủ     | Tỷ số | Vòng đấu | Cầu thủ Việt Nam ghi bàn                                            | Chi tiết |
| ------------------------------------------------------------------------------------ | ---------------- | ----------- | ----- | -------- | ------------------------------------------------------------------- | -------- |
| 11 tháng 10                                                                          | TP.HCM, Việt Nam | Philippines | 6–0   | Bảng 11  | Bùi Duy Hải 18', 43', 45+', Đình Tiến 27', Nguyễn Ngọc Anh 60', 75' |          |
| 15 tháng 10                                                                          | TP.HCM, Việt Nam | Campuchia   | 4–0   | Bảng 11  | Đình Tiến 56', Xuân Bình 67', Việt Cường 80', Minh Tài 85'          |          |
| Việt Nam đứng nhất Bảng 11 và giành vé tham dự Giải vô địch bóng đá U-17 châu Á 2004 |                  |             |       |          |                                                                     |          |

## Nữ

### Đội tuyển quốc gia
Giải vô địch bóng đá nữ châu Á 2003

| Ngày                                                                                       | Địa điểm               | Đối thủ    | Tỷ số | Vòng đấu | Cầu thủ Việt Nam ghi bàn            | Chi tiết |
| ------------------------------------------------------------------------------------------ | ---------------------- | ---------- | ----- | -------- | ----------------------------------- | -------- |
| 9 tháng 6                                                                                  | Nakhon Sawan, Thái Lan | Trung Quốc | 0–6   | Bảng C   |                                     | [ 33 ]   |
| 11 tháng 6                                                                                 | Nakhon Sawan, Thái Lan | Uzbekistan | 4–2   | Bảng C   | Ngọc Mai 19', 24', 37', 77' (ph.đ.) | [ 34 ]   |
| 13 tháng 6                                                                                 | Nakhon Sawan, Thái Lan | Ấn Độ      | 2–1   | Bảng C   | Ngọc Mai 9' (ph.đ.), Kim Chi 55'    | [ 35 ]   |
| Việt Nam xếp thứ nhì Bảng C và dừng chân tại vòng bảng Giải vô địch bóng đá nữ châu Á 2003 |                        |            |       |          |                                     |          |

Đại hội Thể thao Đông Nam Á 2003
| Ngày                                                                | Địa điểm            | Đối thủ     | Tỷ số | Vòng đấu  | Cầu thủ Việt Nam ghi bàn                                        | Chi tiết |
| ------------------------------------------------------------------- | ------------------- | ----------- | ----- | --------- | --------------------------------------------------------------- | -------- |
| 2 tháng 12                                                          | Hải Phòng, Việt Nam | Indonesia   | 6–0   | Bảng A    | Ngọc Mai 10', 11', 33', 43', Minh Nguyệt 18', Văn Thị Thanh 23' |          |
| 4 tháng 12                                                          | Hà Nội, Việt Nam    | Malaysia    | 3–1   | Bảng A    | Văn Thị Thanh 55', Kim Chi 59', Mai Lan 65'                     |          |
| 6 tháng 12                                                          | Hà Nội, Việt Nam    | Philippines | 1–0   | Bảng A    | Nguyễn Thị Hà 1', Quỳnh Anh 51', Đỗ Thị Phượng 53'              |          |
| 8 tháng 12                                                          | Hà Nội, Việt Nam    | Thái Lan    | 3–1   | Bán kết   | Ngọc Mai 6', Minh Nguyệt 36', Saipin 49' (l.n.)                 |          |
| 11 tháng 12                                                         | Hà Nội, Việt Nam    | Myanmar     | 2–1   | Chung kết | Văn Thị Thanh 56', Mai Lan 85'                                  |          |
| Việt Nam giành huy chương vàng tại Đại hội Thể thao Đông Nam Á 2003 |                     |             |       |           |                                                                 |          |